# 查科國家公園
查科國家公園（西班牙語：Parque Nacional Chaco）是阿根廷的國家公園查科省，位於該國東北部，面積150平方公里，成立於1954年10月22日，是超過340種鳥類的棲息地。